# 川上武
川上 武（かわかみ たけし、1925年11月20日 - 2009年7月2日）は、日本の医師、医事評論家。

## 経歴
山梨県出身。順天堂医学専門学校（現順天堂大学）卒業。社会福祉法人康和会久我山病院、杉並組合病院、医療法人財団健和会柳原病院など民間の地域医療機関に勤務し、労働者の集団検診にとりくんだ。医療をめぐる問題を社会科学的に分析し、矛盾を追及した。

## 単著
- 『日本の医者 : 現代医療構造の分析』勁草書房 1961
- 『現代日本医療史 : 開業医制の変遷』勁草書房 1965.2
- 『医療の論理 : 医者と患者の間』勁草書房 1965.11 科学論・技術論双書 7
- 『内科往診学』医学書院 1967
- 『日本医療の課題 : 臨床医の視角』勁草書房 1967.6
- 『医学と社会 : 科学的精神とヒューマニズム』勁草書房 1968.11
- 『市民の医学 : 医療入門』勁草書房 1970
- 『いのちを守る : 医者のたたかい』筑摩書房 1971.8 ちくま少年図書館 14 . 社会の本
- 『医療と人権 : 医療の新たな課題』勁草書房 1971
- 『現代医療論 : 医療にとって技術とは』勁草書房 1972.5
- 『現代の医療問題』東京大学出版会 1972.6 UP選書 97
- 『医療と福祉 : 現代資本主義と人間』勁草書房 1973.11
- 『戦後医療の30年 : 概観・図説・年表』日本評論社 1975.11 からだの科学 臨時増刊
- 『人生のなかの病気 : 現代養生訓』筑摩書房 1975.10
- 『医療復権のために : 開業医・チーム医療・医療史』勁草書房 1975.6
- 『転換期の医療 : 低成長下の医療問題』勁草書房 1976.11
- 『流離の革命家 : 国崎定洞の生涯』勁草書房 1976.4
- 『医者と患者の間』毎日新聞社 1977
- 『医療経営と技術 : 医療費問題へのアプローチ』勁草書房 1978.6
- 『日本の開業医 : 開業医はどうなるか』勁草書房 1978.12
- 『日本医療の根本問題』勁草書房 1979.10 勁草-医療・福祉シリーズ 7
- 『戦後の医療問題 : 202ブック・レビュー』勁草書房 1980.8
- 『'80年代の医療問題』勁草書房 1981.9 勁草-医療・福祉シリーズ 11
- 『現代日本病人史 : 病人処遇の変遷』勁草書房 1982.7
- 『岐路に立つ医療問題』勁草書房 1984 勁草-医療・福祉シリーズ 19
- 『技術進歩と医療費 : 医療経済論』勁草書房 1986.8
- 『21世紀への社会保障改革 : 医療と福祉をどうするか』勁草書房 1997.9 勁草-医療・福祉シリーズ 70
- 『私の戦後』ドメス出版 2005.7

## 共編著
- 医学史研究会, 川上武編『医療社会化の道標 : 25人の証言』勁草書房 1969.7
- 川上武, 松田道雄編『医学のすすめ』筑摩書房 1969.5 学問のすすめ 14
- 川上武, 上林茂暢編著『國崎定洞 : 抵抗の医学者』勁草書房 1970.7
- 川上武, 山代巴著『医療の倫理 : 医師と作家の対話』ドメス出版 1970.12
- 川上武, 中川米造編『講座・現代の医療』日本評論社 1972
- 川上武, 岡上和雄編著『福祉の医学』一粒社 1973.1 社会福祉と諸科学 7
- 川上武, 川島みどり, 桑野タイ子著『実践の看護学』医学芸術社 1975.2
- 川上武, 小坂富美子著『母親のための生活医学 : 家族の健康と医療』草土文化 1977.2 草土新書
- 国崎定洞 著 ; 川上武, 加藤哲郎, 松井坦編著『社会衛生学から革命へ : 国崎定洞の手紙と論文』勁草書房 1977.1
- 川上武, 二木立編著『日本医療の経済学』大月書店 1978.9
- 川上武, 増子忠道編著『思想としての医学 : ライフサイエンスの光と影』青木書店 1979.6
- 川上武, 小坂富美子著『農村医学からメディコ・ポリス構想へ : 若月俊一の精神史』勁草書房 1988.6 勁草-医療・福祉シリーズ 28
- 川上武編著『医療・福祉のマンパワー』勁草書房 1991.9 勁草-医療・福祉シリーズ 41
- 川上武, 小坂富美子著『医療改革と企業化 : 日本医療の構造分析』勁草書房 1991.11 勁草-医療・福祉シリーズ 44
- 川上武, 小坂富美子著『戦後医療史序説 : 都市計画とメディコ・ポリス構想』勁草書房 1992.4 勁草-医療・福祉シリーズ 46
- 川上武 [ほか] 著『日本人の生死観 : 医師のみた生と死』勁草書房 1993.11 勁草-医療・福祉シリーズ 54
- 川上武, 加藤哲郎著『人間国崎定洞』勁草書房 1995.11
- 川上武編著『戦後日本医療史の証言 : 一研究者の歩み』勁草書房 1998.11 勁草-医療・福祉シリーズ 74
- 川上武編著『戦後日本病人史』農山漁村文化協会 2002.3
- 川上武 [ほか] 著『日本の「医療の質」を問い直す』医学書院 2006.7[2]